# Eufriesea chaconi
Eufriesea chaconi är en biart som beskrevs av González och Gaiani 1989. Eufriesea chaconi ingår i släktet Eufriesea, tribus orkidébin, och familjen långtungebin. Inga underarter finns listade.